# Альфа-терапия
Альфа-терапия — один из видов лучевой терапии использующей ионизирующее излучение альфа-частиц (положительно заряженные частицы, образованные двумя протонами и двумя нейтронами; ядро атома гелия-4 ( {\displaystyle \textstyle {{}_{2}^{4}\mathrm {He} ^{2+}}})), для лечения ряда заболеваний, в основном в онкологии, для лечения злокачественных опухолей.
По типу воздействия (наряду с излучением β-частиц, нейтронным и протонным излучением, а также излучением ионов углерода) ионизирующее излучение α-частиц можно отнести к корпускулярному
Альфа-терапия может быть назначена как самостоятельный метод лечения пациента или как один из этапов комбинированной борьбы с болезнью. Для формирования альфа-потока используются в основном радиоактивные повязки, радоновые ванны и другие щадящие способы.
Для процедуры врачи используют ряд «короткоживущих» или быстро выводящихся изотопов (радон, дочерние продукты торона и т. д.), которые излучают α-, β- и γ лучи, однако при проведении альфа-терапевтического лечения организмом поглощаются в основном α-частицы (около 90 % от общего числа частиц).
Радоновую воду изготавливают с помощью растворов радия. Существуют несколько курортов с природными радоновыми факторами, наиболее известные из них: в Белокурихе и Пятигорске (Россия), Цхалтубо (Грузия), в Брамбахе (Германия), Гаштейне (Австрия), Яхимове (Чехия).